# Terrell McIntyre
Lance Terrell McIntyre (ur. 18 października 1977 w Fayetteville) – amerykański koszykarz, występujący na pozycji rozgrywającego.

## Osiągnięcia
Na podstawie, o ile nie znaleziono inaczej.
NCAA
- Uczestnik:
  - rozgrywek Sweet 16 turnieju NCAA (1997)
  - turnieju NCAA (1996–1998)
- Zaliczony do:
  - I składu:
    - turnieju ACC (1998)
    - pierwszoroczniaków ACC (1996)

  - II składu ACC (1997, 1999)
  - III składu ACC (1998)

Drużynowe
- 4-krotny mistrz Włoch (2007, 2008, 2009, 2010)
- Wicemistrz D-League (2003)
- Zdobywca:
  - pucharu Włoch (2009, 2010)
  - superpucharu Włoch (2007, 2008, 2009)

Indywidualne
- MVP:
  - ligi włoskiej (2007, 2009)
  - finałów ligi włoskiej (2008, 2009, 2010)
  - superpucharu Włoch (2008)
- Zaliczony do:
  - I składu Euroligi (2008, 2009)
  - II składu D-League (2002)
- Uczestnik meczu gwiazd ligi niemieckiej (2001)
- Lider w asystach ligi:
  - włoskiej w asystach (2009 – 5,2)
  - niemieckiej (2001)
- Klub Montepaschi Siena zastrzegł należący do niego numer 5